# Нечитайло, Семён Васильевич
Семён Васи́льевич Нечита́йло (1862 — не ранее 1907) — член II Государственной думы от Киевской губернии.

## Биография

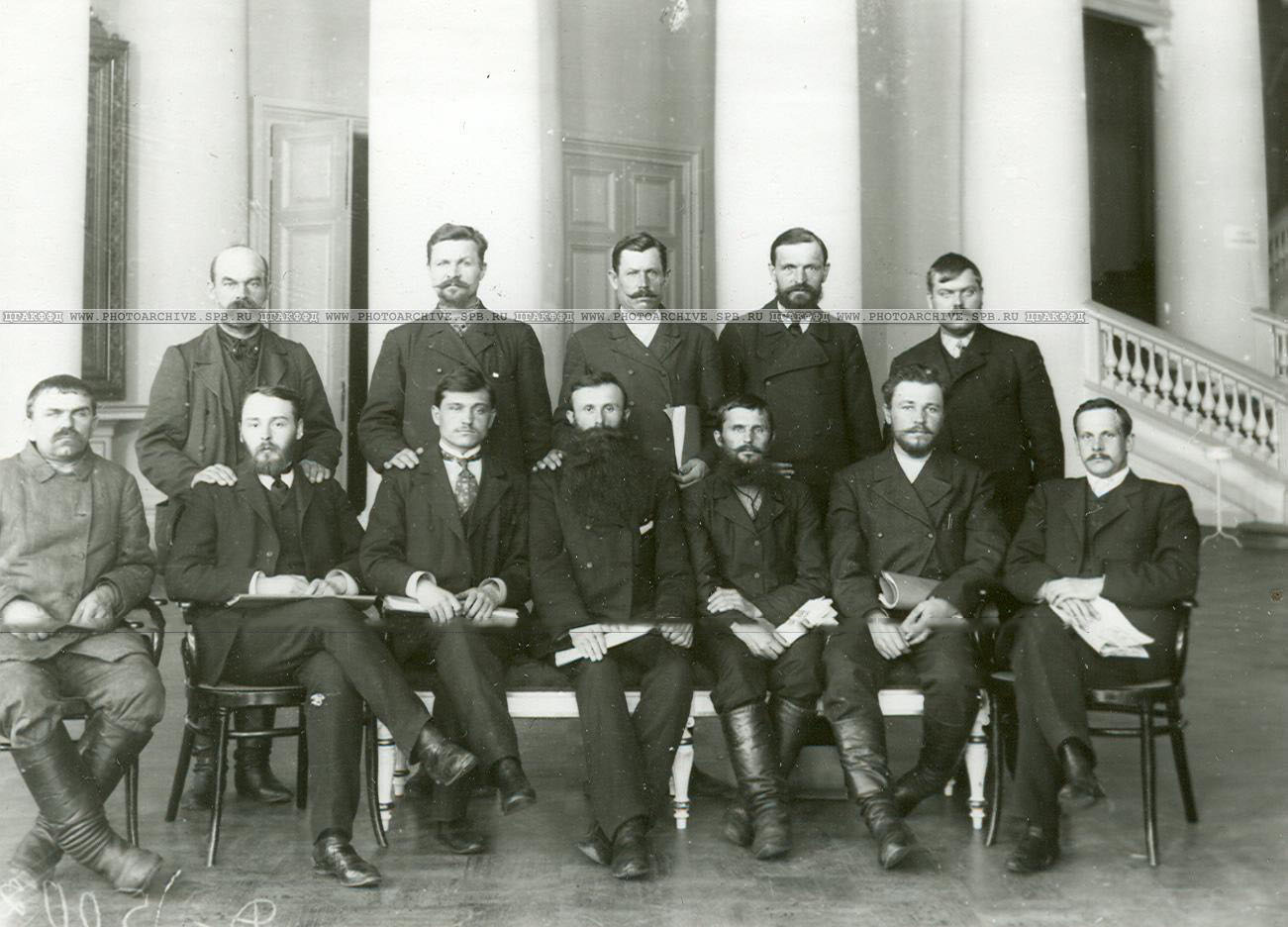
Депутаты 2-й Государственной думы от Киевской губернии. Стоят: Нечитайло С. В., Маляренко К. Е., Военный М. Ф., Михайлюк И. А., Снигирь П. Ф.; сидят: Чеповенко З. Я., Кириенко И. И., Вовчинский М. Н., Гуменко И. А., Сахно В. Г., Краселюк И. Н., Фёдоров Г. Г.

Православный, крестьянин деревни Рушковка Звенигородского уезда.
Начальное образование получил дома. Был на военной службе, где научился грамоте. Два с половиной года учился в Херсонском фельдшерском училище, после чего служил фельдшером в разных местах. Затем занимался земледелием (одна десятина).
6 февраля 1907 года был избран во II Государственную думу от съезда уполномоченных от волостей. Входил в трудовую группу и фракцию Крестьянского союза, в конце мая 1907 года перешел в Украинскую громаду. Состоял членом комиссии об отмене военно-полевых судов. Выступал по аграрному вопросу.
Судьба после роспуска II Государственной думы неизвестна.